# Eiríkur Örn Norðdahl
Eiríkur Örn Norðdahl (født 1. juli 1978) er en islandsk forfatter, digter, debattør og oversætter. I begyndelsen af forfatterskabet blev han kendt for sin eksperimenterende lyrik, men senere har han også gjort sig internationalt bemærket som romanforfatter; især med romanen Ondskab (Illska, 2012), der var nomineret til Nordisk Råds Litteraturpris i 2014.

## Biografi
Eiríkur Örn Norðdahl er født i Reykjavik og voksede op i den lille bygd Ísafjörður i det nordlige Island, hvor han også er bosiddende i dag (2018). I 2000 grundlagde han kunstgruppen Nýhil sammen med digteren Haukur Már Helgason, og fra 2004 til 2011 fik gruppen tilknyttet en lang række digtere, og Nýhil udviklede sig til et forlag og arrangerede internationale lyrikfestivaler.
I 2002 flyttede Norðdahl til Berlin, og samme år udgav han sin første digtsamling. Han har også boet i Finland (2006-2011), Sverige, Danmark, Norge og på Færøerne.
Eiríkur Örn Norðdahl er gift og har to børn.

### Digte
- Óratorrek: ljóð um samfélagsleg málefni (Oratormonologer - Om store og små samfundsspørgsmål), Mál og menning, 2017
- Hnefi eða vitstola orð, Mál & menning, 2013
- Ú á fasismann - og fleiri ljóð, Mál & menning, 2008
- Þjónn, það er Fönix í öskubakkanum mínum, Nýhil, 2007
- Handsprengja í morgunsárið, ásamt Ingólfi Gíslasyni, Nýhil, 2007
- Blandarabrandarar, Nýhil, 2005
- Nihil Obstat, Nýhil, 2003
- Heimsendapestir, Nýhil, 2002
- Heilagt stríð: runnið undan rifjum drykkjumanna, Höfundur, 2001

### Romaner
- Hans Blær, Mál og Menning, 2018
- Heimska, Mál og Menning, 2015
- Illska (Ondskab), Mál & menning, 2012
- Gæska, Mál & menning, 2009
- Eitur fyrir byrjendur, Nýhil, 2006
- Hugsjónadruslan, Mál & menning, 2004

### Oversættelser
- Hvítsvíta af Athena Farrokhzad, Reykjavík : Mál og menning, 2016
- Erfðaskrá vélstúlkunnar af Ida Linde, Meðgönguljóð, 2014
- Friðlaus af Lee Child, 2010
- Spádómar Nostradamusar af Mario Reading, 2010
- Enron af Lucy Prebble, 2010
- Í frjálsu falli af Lee Child, 2009
- Maíkonungurinn - valin ljóð eftir Allen Ginsberg, Mál & menning, 2008
- Doktor Proktor og prumpuduftið af Jo Nesbø, Forlagið, 2008
- Súkkulaði af Joanne Harris, Uppheimar 2007
- 131.839 slög með bilum -ljóðaþýðingar, Ntamo, 2007
- Móðurlaus Brooklyn af Jonathan Lethem, Bjartur, 2007
- Heljarþröm af Anthony Horowitz, Forlagið, 2007
- Eminem - ævisaga af Anthony Bozza, Tindur, 2006
- Heimskir hvítir karlar af Michael Moore, Edda-Forlagið, 2003

### Titler oversat til dansk
- Oratormonologer - Om store og små samfundsspørgsmål, digte. Forlaget Torgard, (2018)[9]
- Ondskab, roman. Forlaget Ordenes By (2014)

## Priser og nomineringer
- 2018: Avisen DV's Kulturpris for Óratorrek: ljóð um samfélagsleg málefni (Oratormonologer)[10]
- 2017: Den franske Prix Transfuge for bedste skandinaviske roman (Heimska)[11]
- 2015: Den franske Prix Transfuge for bedste skandinaviske roman (Illska)[12]
- 2015: Nomineret til den franske Prix Médicis for bedste udenlandske roman (Illska)[13]
- 2014: Nomineret til Nordisk Råds Litteraturpris for Illska (Ondskab)[2]
- 2012: Den islandske litteraturpris for romanen Illska (Ondskab)[14]
- 2010: Ærefuld omtale på Zebra Poetry Film Festival Berlin for poesi-animationen Höpöhöpö Böks[15]
- 2008: Den islandske oversætterpris for oversættelse af Jonathan Lethems roman, Motherless Brooklyn[16]